# Прусакова, Мария Николаевна
Мария Николаевна Прусакова (девичья фамилия — Ожиганова; род. 4 сентября 1983 года, Барнаул, Алтайский край, РСФСР, СССР) — российский государственный и общественный деятель, первый секретарь Алтайского краевого комитета КПРФ, член ЦК КПРФ, депутат Государственной думы VIII созыва, член Комитета по аграрным вопросам. Кандидат в губернаторы Алтайского края.
Из-за поддержки российско-украинской войны — под санкциями 27 стран ЕС, Великобритании, США, Канады, Швейцарии, Австралии, Японии, Украины, Новой Зеландии.

## Биография
Мария Прусакова родилась 4 сентября 1983 года городе Барнаул Алтайского края, окончила гимназию № 40 г. Барнаула. В 2006 году окончила Алтайский Государственный Университет по специальности «Политология». Обучение в ВУЗе проходила на заочном отделении, во время учёбы работала в Центре помощи семье и детям социальным работником.
С 2007 года работала в аппарате Алтайского краевого отделения КПРФ, с 2008 года — помощник депутата Алтайского краевого Законодательного Собрания. В 2012 году заняла второе место на выборах депутата Барнаульской городскую Думу от избирательного округа № 13 набрав 18,48 % голосов избирателей.
В 2014 году избрана секретарем Алтайского краевого комитета КПРФ по организационной работе.

### Депутат Государственной думы
На выборах депутатов Государственной думы VIII созыва была выдвинута кандидатом по одномандатному избирательному округу № 40. Была поддержана «Умным голосованием».
19 сентября 2021 года избрана депутатом Государственной думы VIII созыва, набрав 51 177	голосов..
4 октября 2023 года призвала главреда RT Маргариту Симоньян извиниться за предложение взорвать термоядерную бомбу над Сибирью, чтобы её дети не завидовали сверстникам, у которых есть современные гаджеты.

## Международные санкции
Из-за поддержки российской агрессии и нарушения территориальной целостности Украины во время российско-украинской войны находится под персональными международными санкциями разных стран.
23 февраля 2022 года внесена в санкционные списки стран Евросоюза за действия и политику, которые подрывают территориальную целостность, суверенитет и независимость Украины и ещё больше дестабилизируют Украину.
24 февраля 2022 года включена в санкционный список Канады «близких соратников режима» за голосование о признании независимости «так называемых республик в Донецке и Луганске».
24 марта 2022 года, на фоне вторжения России на Украину, включена в санкционный список США за «соучастие в войне Путина» и «поддержку усилий Кремля по вторжению в Украину», Госдеп США заявил что депутаты Госдумы используют свои полномочия для преследования инакомыслящих и политических оппонентов, нарушают свободу информации, ограничивают права человека и основные свободы граждан России.
По аналогичным основаниям с 11 марта 2022 года находится под санкциями Великобритании. С 25 февраля 2022 года находится под санкциями Швейцарии. С 26 февраля 2022 года находится под санкциями Австралии. С 12 апреля 2022 года находится под санкциями Японии. Указом президента Украины Владимира Зеленского от 7 сентября 2022 находится под санкциями Украины. С 3 мая 2022 года находится под санкциями Новой Зеландии.